# Kunstjahr 1922
Liste der Kunstjahre

◄◄ | ◄ | 1918 | 1919 | 1920 | 1921 | Kunstjahr 1922 | 1923 | 1924 | 1925

Weitere Ereignisse

## Ereignisse

### Architektur

Der Einsteinturm 1921

Der von Erich Mendelsohn entworfene Einsteinturm im Wissenschaftspark Albert Einstein auf dem Telegrafenberg in Potsdam wird fertiggestellt. Das Gebäude wird meist als herausragendes Beispiel expressionistischer Architektur bezeichnet. Zu erkennen sind aber auch entfernte Anklänge an den Jugendstil. Einstein fasst seine Eindrücke mit dem Wort: „Organisch!“ zusammen, eine Bewertung, mit der Mendelsohn durchaus einverstanden ist. Der Architekt selbst schreibt: „Ich übertrage zum ersten Mal Funktion und Dynamik als Gegensatzpaar auf das Gebiet der Architektur. Ich schulde diese wissenschaftliche Überlegung meiner häufigen Anwesenheit bei Diskussionen zwischen Einstein und seinen Mitarbeitern“. Harald von Klüber, ein Mitarbeiter am Einsteinturm, erklärt die ungewöhnlichen neuen Formen damit, dass Mendelsohns Stil die Aspekte moderner Technik, Mathematik und Physik reflektiere und auf deren komplizierte, aber auch ästhetische Ideen mit kompliziert schwingenden Formen und elegant gekrümmten Kurven antworte. Durch Einsteins weltweite Popularität kann das Projekt trotz der schwierigen ökonomischen Bedingungen der unmittelbaren Nachkriegszeit finanziert werden. 
Das Gelände rings um den Turm wird von Mendelsohns ehemaligem Mitarbeiter Richard Neutra gestaltet. 

### Ausgrabungen

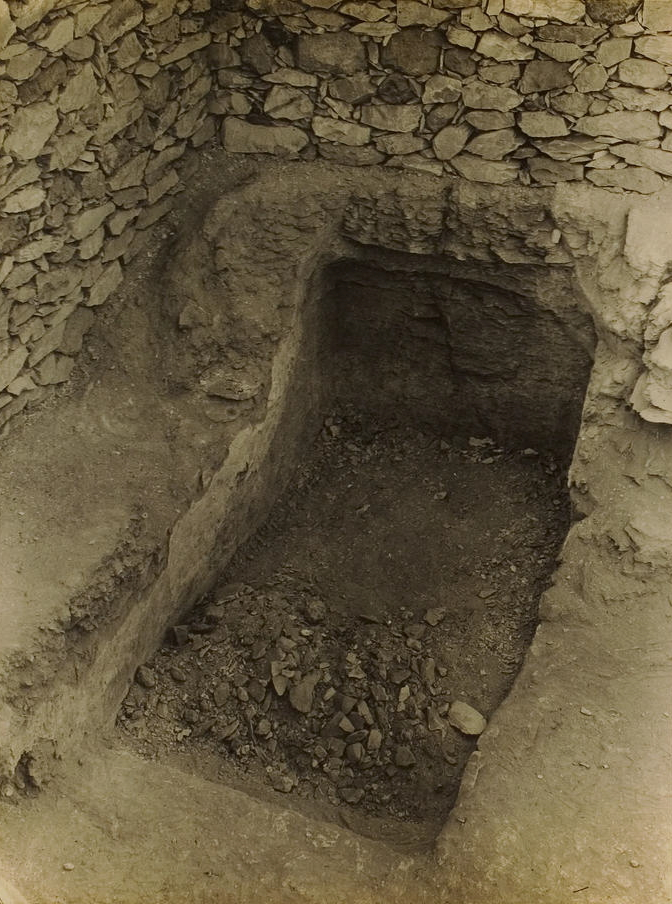
Erste Stufe zu KV62

Hussein Abd el-Rassul, ein Wasserjunge für das Team von Howard Carter, entdeckt am 4. November im Tal der Könige das Grab (KV62) des Pharaos Tutanchamun.

### Malerei
Der Dadaist Max Ernst übersiedelt im August mit Unterstützung von Paul Éluard von Köln nach Paris und malt dort das vorsurrealistische Gemälde Das Rendezvous der Freunde.
John Singer Sargent malt das Gruppenporträt Some General Officers of the Great War im Auftrag der National Portrait Gallery.

### Künstlergruppen und Ausstellungen
- 16. Januar: Die Bund Pfälzer Kunst wird als Selbsthilfeorganisation für Künstler unter Mitwirkung der Pfälzischen Gewerbeanstalt in Neustadt an der Weinstraße gegründet. Zu den Gründungsmitgliedern zählen Albert Haueisen, Max Slevogt und Hans Purrmann. Zweck ist die Durchführung von Ausstellungen und die Sammlung und Dokumentation pfälzischer Kunst.
- 13.–17. Februar: Im Theatro Municipal de São Paulo wird die Semana de Arte Moderna mit den Teilnehmern Mário de Andrade, Oswald de Andrade, Anita Malfatti, Victor Brecheret und anderen abgehalten, das gilt als Beginn des Modernismo in Brasilien.

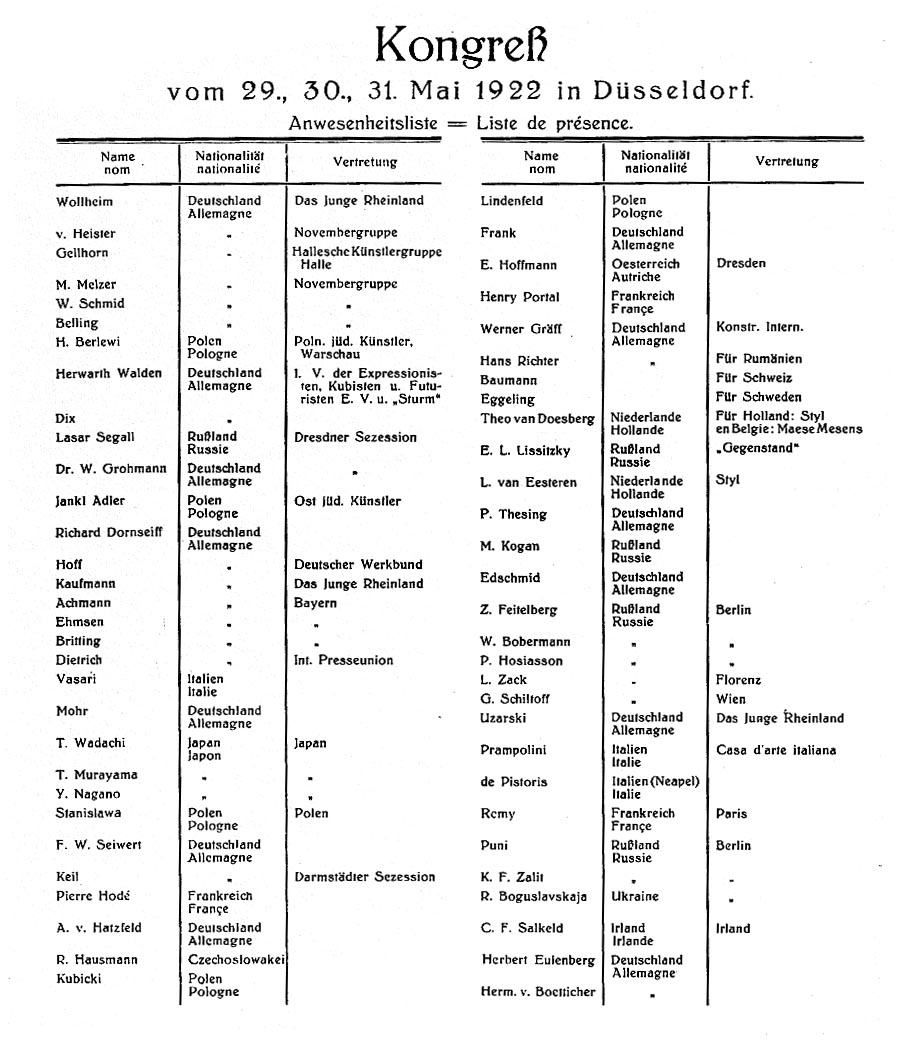
Anwesenheitsliste für den Kongress der Union Internationaler Fortschrittlicher Künstler

- 29.–31. Mai: Die Künstlervereinigung Das Junge Rheinland veranstaltet in Düsseldorf den Kongress der Union Internationaler Fortschrittlicher Künstler. Zu den Teilnehmern gehören die Berliner Novembergruppe, die Darmstädter Sezession, die Dresdner Sezession Gruppe 1919, die Hallesche Künstlergruppe, der Deutsche Werkbund, Herwarth Walden von der Zeitschrift Der Sturm sowie Vertreter der italienischen Futuristen und der russischen Konstruktivisten. Ziel des Kongresses ist es, eine Union zur Durchsetzung gemeinsamer Interessen zu bilden. Am zweiten Kongresstag wird das Manifest der „Union internationaler fortschrittlicher Künstler“ verlesen, das die Union als praktisch und wirtschaftlich orientierte Interessengemeinschaft darstellt, die sich der Beurteilung von künstlerischen Fragen enthalten wolle. Es kommt zu heftigen Meinungsverschiedenheiten. In der Folge verlassen Theo van Doesburg vom De Stijl, El Lissitzky von den Konstruktivisten, Raoul Hausmann und Hans Richter von den Dadaisten sowie Stanislaw Kubicki, Otto Freundlich und Franz Wilhelm Seiwert den Saal. Der Kongress ist Auslöser des im September in Weimar abgehaltenen Internationalen Kongresses der Konstruktivisten und Dadaisten.
- Im Zusammenhang mit dem Kongress organisiert Adolf Uzarski im Warenhaus Tietz eine internationale Kunstausstellung, an der sich rund 340 Maler aus 19 verschiedenen Ländern beteiligen. In der Ausstellung werden unter anderem Werke von Alexander Archipenko, Ernst Barlach, Marc Chagall, Giorgio de Chirico, Lyonel Feininger, Ernst Haeckel, Ernst Ludwig Kirchner, Wilhelm Lehmbruck und Pablo Picasso gezeigt.
- 24. Juli: Die Künstlergruppe Die Welle eröffnet in einem Pavillon in Prien am Chiemsee die erste Ausstellung von Werken ihrer Mitglieder. Die Veranstaltung findet positiven Anklang bei der Allgemeinheit.

### Museen
- 18. November: In Colmar wird das Bartholdi-Museum eröffnet.
- In Akron, Ohio, erfolgt die Eröffnung des Akron Art Museum.

## Geboren

### Januar bis Juni
- 05. Januar: Celestino Piatti, Schweizer Grafiker und Buchgestalter († 2007)
- 12. Januar: Ben Guntenaar, niederländischer Bildhauer († 2009)
- 16. Januar: Hermann Bachmann, deutscher Maler († 1995)

- 17. Februar: Franz Fedier, deutsch-schweizerischer Maler († 2005)
- 22. Februar: Paul Reinehr, deutscher Heimatforscher und Maler († 2009)
- 24. Februar: Richard Hamilton, britischer Maler und Grafiker († 2011)

- 03. März: Alexandru Vona, rumänischer Schriftsteller und Architekt († 2004)
- 08. März: Shigeru Mizuki, japanischer Manga-Zeichner († 2015)
- 14. März: Milton Greene, US-amerikanischer Fotograf († 1985)
- 17. März: Lydia Roppolt, österreichische Malerin († 1995)
- 20. März: Irina Alexandrowna Antonowa, russische Kunsthistorikerin und Museumsdirektorin († 2020)

- 09. April: Hanno Hahn, deutscher Kunsthistoriker und Architekturforscher († 1960)
- 13. April: Hardt-Waltherr Hämer, deutscher Architekt († 2012)
- 18. April: Anne Daubenspeck-Focke, deutsche Bildhauerin und Malerin († 2021)
- 26. April: Pol Bury, belgischer Maler und Bildhauer († 2005)

- 13. Mai: Otl Aicher, deutscher Bildhauer, Grafiker, Gestalter († 1991)
- 26. Mai: Werner Augustiner, österreichischer Maler († 1986)

- 12. Juni: Günter Behnisch, deutscher Architekt († 2010)
- 14. Juni: Kevin Roche, US-amerikanischer Architekt († 2019)
- 29. Juni: Paul Flora, österreichischer Zeichner und Karikaturist († 2009)
- 30. Juni: Horst Lemke, deutscher Illustrator und Grafiker († 1985)

### Juli bis Dezember
- 03. Juli: Corneille, niederländischer Maler, Bildhauer und Dichter († 2010)
- 14. Juli: Hildy Beyeler, Schweizer Kunstsammlerin, und Mitbegründerin der Art-Basel († 2008)
- 29. Juli: Erich Hartmann, deutsch-amerikanischer Fotograf († 1999)

- 02. August: Jan Buck, sorbischer Maler († 2019)
- 07. August: Boy Lornsen, deutscher Bildhauer und Schriftsteller († 1995)
- 24. August: Lennart Nilsson, schwedischer Fotograf und Wissenschaftsfilmer († 2017)
- 25. August: Marie Marcks, deutsche Karikaturistin und Autorin († 2014)
- 27. August: Frank Kelly Freas, US-amerikanischer Maler und Illustrator († 2005)

- 03. September: Steffan Danielsen, färöischer Maler († 1976)
- 22. September: Hubert Bruhs, deutscher Bildhauer († 2005)

- 03. Oktober: John Craxton, englischer Maler († 2009)
- 05. Oktober: Bil Keane, US-amerikanischer Cartoonist († 2011)
- 06. Oktober: Klaus Dill, deutscher Maler († 2000)

- 11. November: Poldl Schuhwerk, bayerischer Heimatforscher, Dichter und Kunstmaler († 2005)
- 16. November: Gene Amdahl, US-amerikanischer Computerarchitekt und Unternehmer († 2015)
- 26. November: Charles M. Schulz, US-amerikanischer Comiczeichner († 2000) Charles M. Schulz, 1956

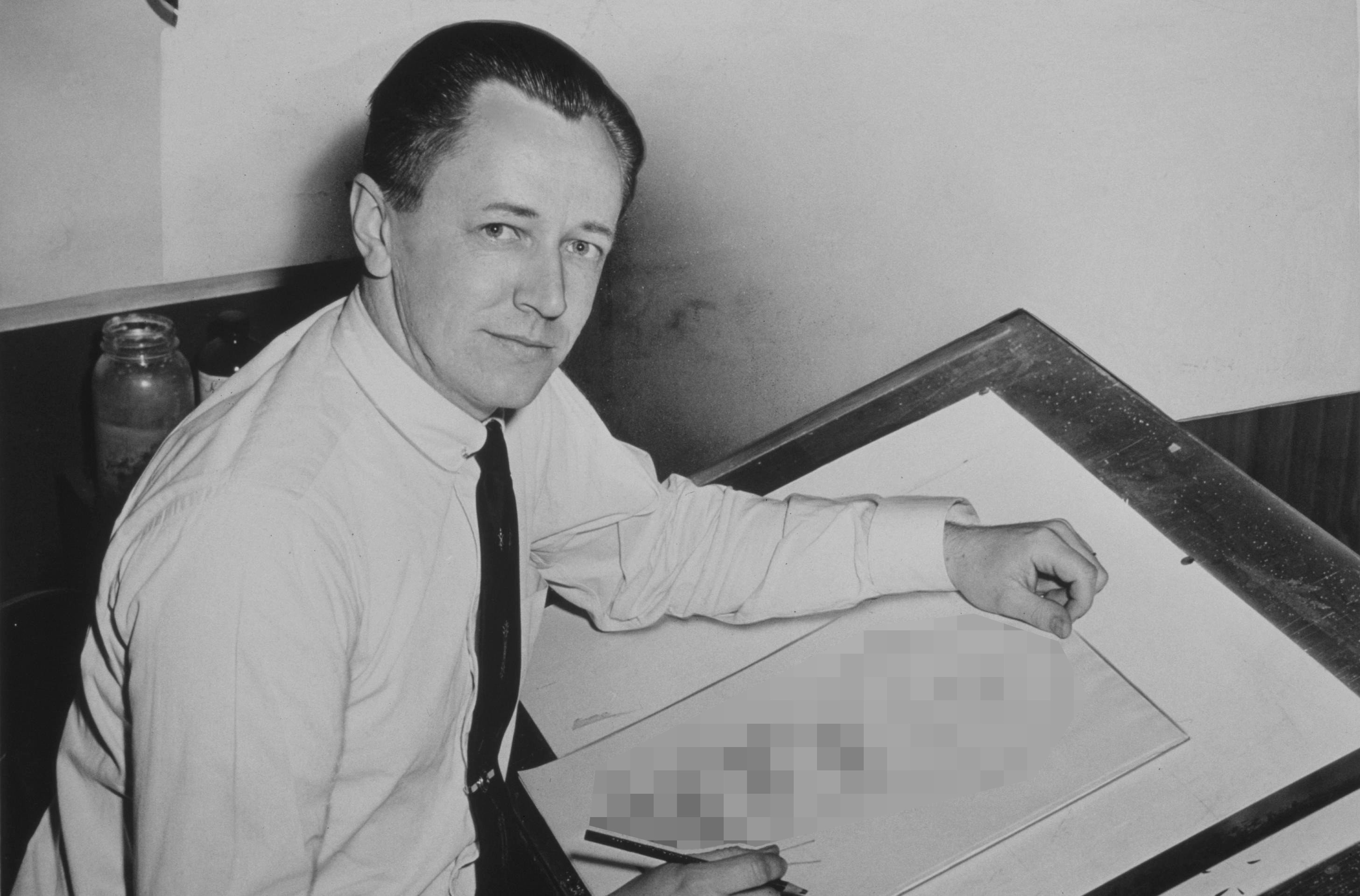
Charles M. Schulz, 1956

- 29. November: Erwin Heerich, deutscher Künstler († 2004)
- 30. November: Norbert Kricke, deutscher Bildhauer († 1984)

- 03. Dezember: Muriel Millard, kanadische Schauspielerin, Sängerin, Tänzerin und Malerin († 2014)
- 07. Dezember: Willy Andergassen, italienischer Künstler († 2001)
- 08. Dezember: Lucian Freud, britischer Maler († 2011)
- 09. Dezember: Semavi Eyice, türkischer Kunsthistoriker und Byzantinist († 2018)
- 20. Dezember: Tony Vaccaro, US-amerikanischer Fotograf († 2022)
- 26. Dezember: Octave Landuyt, belgischer Bildhauer und Maler († 2024)
- 28. Dezember: Stan Lee, US-amerikanischer Comicautor († 2018)

## Gestorben

### Todesdatum gesichert
- 23. Januar: René Beeh, deutscher Maler und Grafiker (* 1886)
- 28. Januar: Elizabeth Jane Gardner, US-amerikanisch-französische Malerin (* 1837)
- 18. Februar: Hugo Spieler, deutscher Bildhauer (* 1854)

- 25. März: Ulrich Thieme, deutscher Kunsthistoriker (* 1865)
- 23. April: Vlaho Bukovac, kroatischer Maler (* 1855)

- 1. Juli: Emanuel La Roche, Schweizer Architekt (* 1863)
- 1. September: Samu Pecz, ungarischer Architekt (* 1854)
- 5. September: Georgette Agutte, französische Malerin (* 1867)

- 29. Oktober: Fritz Drechsler, deutscher Architekt (* 1861)
- 24. November: August Leue, deutscher Architekt, Offizier und Kolonialbeamter (* 1854)

- 4. Dezember: Hermann Viehweger, deutscher Architekt (* 1846)
- 13. Dezember: Arthur Wesley Dow, US-amerikanischer Landschaftsmaler (* 1857)
- 21. Dezember: Emil Doepler, deutscher Maler (* 1855)

### Genaues Todesdatum unbekannt
- José Backhaus, chilenischer Maler (* 1884)